# Christian Sinding
Christian August Sinding (Kongsberg (provincie Buskerud), 11 januari 1856 – Oslo, 3 december 1941) was een Noors componist, muziekpedagoog en violist. Hij was een zoon van het echtpaar Matthias Wilhelm Sinding (1811-1860) (mijnbouwingenieur) en Cecilie Marie Mejdell (1817-1886) en daarmee een broer van de beeldhouwer Stephan Sinding en ook van de kunstschilder Otto Sinding. Door velen wordt Christian Sinding naast Edvard Grieg als de belangrijkste romantische Noorse componist beschouwd, maar een 8-weeks NSDAP-lidmaatschap in de laatste levensjaren van de componist heeft er voor gezorgd, dat zijn muziek voor tientallen jaren werd geboycot en vergeten en hij alleen nog bekend bleef vanwege zijn Frühlingsrauschen, (1896) voor piano, op. 32 nr. 3.

## Levensloop
Sinding verhuisde na de dood van vader met moeder en het hele gezin van Lillehammer naar Christiania. Na zijn opleiding op school kreeg hij muzieklessen bij Gudbrand Bøhn en L.M. Lindeman en werkte 2 jaar in de pianofabriek van de gebroeders Hals. Toen werd hij toegelaten als student aan het conservatorium te Leipzig. Aanvankelijk wilde hij violist worden en studeerde viool bij Henry Schradiek, maar tijdens zijn studie muziektheorie (1874 tot 1877) bij Salomon Jadassohn schreef de laatstgenoemde in 1877 in het certificaat, dat hij slechts matig getalenteerd was. Hij onderbrak zijn muziekstudie en speelde in Oslo in orkesten onder leiding van Edvard Grieg en Johan Severin Svendsen mee. In deze tijd kreeg hij ook belangstelling voor componeren. In 1879 ging hij naar Leipzig terug en studeerde aan het conservatorium bij Carl Reinecke compositie. Nog in hetzelfde jaar werd in Leipzig een Sonate voor viool en in Oslo een Sonate voor piano van hem uitgevoerd. Deze, alsook de meeste van de vroege composities, heeft hij later vernietigd.
Een studiebeurs van de Noorse regering maakte het hem mogelijk een onafhankelijk leven te leiden en hij vertrok naar München. Daar leerde hij de muzikale wereld van Richard Wagner kennen en dat had later ook invloed op zijn composities. In deze tijd ontstonden zijn eerste composities, die ook gepubliceerd werden.
Alhoewel hij regelmatig financiële steun vanuit Noorwegen kreeg, verbleef hij veetig jaar in Duitsland. In de jaren 1920 en 1921 werkte hij als gast-professor voor compositie aan de Eastman School of Music in Rochester (New York).
Sinding bereikte zijn doorbraak als componist met een concert op 19 december 1885 in Christiania. Uitgevoerd worden zijn Strijkkwartet in A-majeur (later vernietigd), de later als op. 1 gepubliceerde Alte Weisen, voor zangstem en piano - tekst: gedichten van Gottfried Keller en het Kwintet in e-mineur, voor 2 violen, altviool, cello en piano, op. 5. De Noorse critici waren onverdeeld positief, in het bijzonder het Kwintet, op. 5 liet originaliteit, harmonie en schoonheid horen, was de mening. Bij een concert op 19 januari 1889 in het Gewandhaus te Leipzig was het wederom het kwintet op. 5 dat groot succes oogstte. In 1890 ging zijn Symfonie nr. 1 eveneens in Christiania in première, die met haar donkere grondstemming en door uitbarstende crescendi getekend werd, het oogstte ook een enthousiast ontvangst bij critici en publiek. In 1898 voltooide Sinding zijn Concert nr. 1 in A-majeur, voor viool en orkest, op. 45 in Londen. Op 22 maart 1907 dirigeerde Felix Weingartner in Berlijn de première van de Symfonie nr. 2 in D-majeur, op. 83. Zijn bekendste werk is ongetwijfeld de Zes stukken, voor piano, op. 32. De nr. 3 eruit Frühlingsrauschen werd heel spoedig erg populair. In 1912 voltooid hij na 3 jaar werk zijn enige opera Der heilige Berg, op. 111, die op 19 april 1914 in première ging. Zijn vele liederen (rond de 250), vooral de zangcycli op. 18, 28 en 75 kunnen de vergelijking met het werk van Grieg in hetzelfde genre doorstaan. Op 13 januari 1936 dirigeerde Harald Heide in Bergen de première van zijn Symfonie nr. 4 "Vinter og vår (Winter en lente)".
De muziek van Sinding is niet zo typisch Noors als die van Grieg; er zijn sporen te vinden van de Noorse volksmuziek en folklore maar de stijl van Sinding heeft meer onder invloed gestaan van Liszt en Wagner. In zijn pianoconcert, opgedragen aan Erika Nissen, gebruikt hij klassieke vormen, maar de delen zijn door hun thematische onderlinge samenhang met elkaar verbonden tot een eenheid. De belangrijkste thema's in het tweede en derde deel zijn dus transformaties van het openingsthema van het eerste deel. In het tweede deel komt Sinding behoorlijk in de buurt van het impressionisme van Debussy.
In 1941, twee maanden voor zijn dood, werd gemeld dat de zeer populaire componist in de Noorse nazi-partij Nasjonal Samling toegetreden is. Voor alle mensen die hem kenden was het een eigenaardig besluit, omdat hij al sinds jaren aan zware dementie leed. Maar het gevolg was dat hij lange tijd in zijn vaderland tot persona non grata werd verklaard.

## Composities

### Werken voor orkest

#### Symfonieën
- 1887/1892 Symfonnie nr. 1 in d-mineur, voor orkest, op. 21
- 1907 Symfonie nr. 2 in D-majeur, voor orkest, op. 83
- 1921 Symfonie nr. 3 in F-majeur, voor orkest, op. 121
- 1936 Symfonie nr. 4 "Vinter og vår (Winter en lente)", voor orkest, op. 129

#### Concerten voor instrumenten en orkest
- 1887/1892 Pianoconcert in Des majeur, voor piano en groot orkest, op. 6
- 1898 Vioolconcert nr. 1, op. 45
- 1901 Vioolconcert nr. 2, op. 60
- 1917 Vioolconcert nr. 3, op. 119

#### Andere werken voor orkest
- 1886-1887 Suite im alten Stil in a-mineur, voor viool en orkest, op. 10
- 1897-1898 Episodes chevaleresques, suite voor orkest, op. 35
- 1896 Frühlingsrauschen, adaptatie voor piano en orkest van het origineel voor piano solo, op. 32 Nr. 3
- 1897 Rondo infinito, voor orkest, op. 42
- 1902 Legende, voor viool en orkest, op. 46
- 1910 Romance in D-majeur, voor viool en orkest, op. 100
- Abendstimmung, voor viool en orkest, op. 120a
- Feststemning i Skorpen, voor orkest, op. 120b

### Muziektheater

#### Opera's
| Gecomponeerd in | titel                     | aktes       | première                          | libretto     |
| --------------- | ------------------------- | ----------- | --------------------------------- | ------------ |
| 1882-1884       | Titandros                 |             | onvoltooid                        | Otto Sinding |
| 1910-1912       | Der heilige Berg, op. 111 | 2 bedrijven | 19 april 1914, Dessau, Hoftheater | Dora Duncker |

### Vocale muziek

#### Werken voor koor
- Mai, voor mannenkoor, op. 104 nr. 2

#### Liederen
- 1885 Alte Weisen, voor zangstem en piano, op. 1 - tekst: gedichten van Gottfried Keller
  1. Mir glänzen die Augen
  2. Du milchjunger Knabe
  3. Ich fürcht' nit Gespenster
  4. Röschen biss den Apfel an
  5. Wie glänzt der helle Mond
  6. Alle meine Weisheit
- 1896 Bersøglis og andre Viser op. 38
- 1899 Sylvelin, voor zangstem en orkest, op. 55 nr. 1 - tekst: V. Vislie
- 1911 Balladen und Lieder für eine Singstimme mit Klavierbegleitung opus 107
- 1911/1913 4 Balladen und Lieder, voor zangstem en piano, op. 109
  1. Sühne - tekst: Hans Caspar von Starken
  2. Kirschenballade
  3. Jane Grey, voor mezzosopraan (of bariton) en orkest - tekst: H. Amman
  4. Jung Diethelm, voor mezzosopraan (of bariton) en orkest - tekst: F. Goltsch
- 3 Blomstersange, voor zangstem en piano, op. 95
- 4 Gesänge, voor zangstem en piano, op. 68
  1. Der heilige Olaf - tekst: Arne Garborg
  2. Frühlingsgedanke - tekst: Hans Utbö
  3. Das schöne Mädchen - tekst: A. O. Vinje
  4. Soll ich den nie mehr küssen - tekst. traditioneel Noorse tekst
- 5 songar, voor zangstem en piano, op. 69
  1. Willkommen wieder - tekst: Ivar Aasen
  2. Sonntagsaben - tekst: Ivar Aasen
  3. Nordwärts - tekst: Ivar Mortenson
  4. So komme denn wieder, du froher Tag - tekst: Per Sivle
  5. Fahne geschwungen
- Lieder aus "Des Knaben Wunderhorn", voor zangstem en piano
- 7 Gedichte, voor zangstem en piano, op. 77

- 10 Digte af "Sangenes Bog", voor zangstem en piano, op. 13 - tekst: Holger Drachmann
  1. Landevejs Salmer, nr.1: O Mo'r, vor gamle Mo'r!
  2. Landevejs Salmer, nr.2: Støvskyer stiger for hvert et Skridt
  3. Landevejs Salmer, nr.3: Da Maanen stod bag Skyer
  4. Digte fra Levanten, nr.1: Tro
  5. Digte fra Levanten, nr.2: Bosporus! din Bølge sukker
  6. Digte fra Levanten, nr.3: Frygteligt, naar vi vil tænke
  7. Digte fra Levanten, nr.4: Ofte Du sang for de Andre
  8. Nirwana
  9. Der er paa Fjældenes de høje Vidder,
  10. Der gives Stjerner
- 10 Liederen uit "Winternächte", voor zangstem en piano, op. 26 - tekst: A. Fitger
  1. In Eis erstarrt mein Herze lag
  2. Ich bin ein Drach' gewesen
  3. Ich war schon so klug
  4. Ich liege dir zu Füssen
  5. Da droben auf dem Berge
  6. Ich neide nicht die gold'nen Säle
  7. Es war im sonnigen Monat März
  8. Es sitzen drei Weiber zu weben
  9. Einst verlor um eine Braune
  10. Du kannst ja doch nicht singen
- 14 Danske Viser og Sange, voor zangstem en piano, op. 50
  1. Det var sig den lille Høne - tekst: Carl Ewald
  2. Flyver en bange Fugl af Lund - tekst: Carl Ewald
  3. Syv Bægere for Skjalden - tekst: Carl Ewald
  4. Piger syv - tekst: Carl Ewald
  5. Den Jomfru gik i Valmu-Vang - tekst: Carl Ewald
  6. Valmu i Vange - tekst: Carl Ewald
  7. Lenore, Dagen er grim og graa - tekst: Carl Ewald
  8. Lenore, mit Hjærte er tungt - tekst: Carl Ewald
  9. Naar Døden kommer - tekst: Carl Ewald
  10. Det strideste Vand (Cordts Søn) - tekst: Carl Ewald
  11. Herrens Moder, høje, milde - tekst: Edvard Brandes
  12. Kong Artus drager i Leding ud - tekst: Edvard Brandes
  13. Hundred jærnklædte Mænd - tekst: Holger Drachmann
  14. Tabula Rasa (Rent Bord) - tekst: Svend Trøst
- Alle meine Weisheit, voor zangstem en piano

- An die Heimat, voor bariton, gemengd koor en piano - tekst: B. Björnson
- Aus dem Verborgenen, voor zangstem en piano, op. 37 - tekst: naar Ivar Mortenson van W. Henzen
  1. Das harte Wort
  2. Warum zum Liede willst Du mich zwingen
  3. Leben und Seligkeit
  4. Allein bist, Mutter, du daheim
  5. 'S ist schlimm
  6. Nicht Gedanken, die trügen
- Barcarole, voor zangstem en piano, op. 128/4
- Den tyngste sorg og møda, voor zangstem en orkest, op. 55 nr. 8
- Eg tarv ikkje ljose å kvejkje, voor zangstem en orkest, op. 40 nr. 14 - tekst: Ivar Mortenson
- Farvel, voor zangstem en piano, op. 130/2
- Galemandssange, voor zangstem en piano, op. 22
- Männerlied, voor zangstem en piano, op. 67
- Nemt, Frouwe, Disen Kranz, voor zangstem en piano, op. 57 (in Middelhoogduits)
- No dalar soli, voor zangstem en piano, op. 80/5
- Ranker og Roser, voor zangstem en piano, op. 4
- Roland zu Bremen op. 64
- Rytmeskvulp, voor zangstem en piano, op. 29
- Strengjeleik, voor zangstem en piano, op. 40
- The Aksel Schiøtz Anthology of Nordic Solo Songs: 4. Norway, voor zangstem en piano
  1. Bad I om sang
  2. Der skreg en fugl
  3. Vuggesang i mørketiden
- Vier alte Dänische Lieder, voor zangstem en piano, op. 39 - tekst: W. Henzen (Duitse vertaling)
  1. Abends nur flieget der Rabe
  2. In Trauer König Frode stund
  3. Rosen blühten im Grunde
  4. Selig mich wärmend an wogender Brust

### Kamermuziek
- 1879 Sonate in G-majeur, voor viool en piano
- 1882 Kwartet, voor viool, altviool, cello en piano
- 1882-1884 Kwintet in e-mineur, voor 2 violen, altviool, cello en piano, op. 5
- 1884 Strijkkwartet
- 1886 Romance in e-mineur, voor viool en piano, op. 9
- 1891 Suite in F-majeur, voor viool en piano, op. 14
- 1892? Sonate in C-majeur, voor viool en piano, op. 12
- 1893 Trio nr. 1 in D-majeur, voor viool, cello en piano, op. 23
- 1895 Sonate in E-majeur, voor viool en piano, op. 27
- 1896 Romance in e-mineur, voor viool en piano, op. 30

- 1898 4 morceaux, voor viool en piano, op. 43
- 1900 Scènes de la vie in G-majeur, voor viool en piano, op. 51
- 1902 Trio nr. 2 in a-mineur, voor viool, cello en piano, op. 64
- 1903 Serenade in G-majeur, voor 2 violen en piano, op. 56
- 1903 Zes stukken, voor cello en piano, op. 66
- 1904 Strijkkwartet in a-mineur, op. 70
- 1905 Sonate in F-majeur, voor viool en piano, op. 73
- 1906 Cantus doloris, variaties, voor viool en piano, op. 78
- 1906 Twee Romances in F-majeur en D-majeur, voor viool en piano, op. 79
- 1908 Trio nr. 3 in C-majeur, voor viool, cello en piano, op. 87

- 1908 Drie stukken, voor viool en piano, op. 89
- 1909 Serenade in A-majeur, voor 2 violen en piano, op. 92
- 1909 Suite in g-mineur, voor viool en piano, op. 98
- 1909 Sonate im alten Stil in d-mineur, voor viool en piano, op. 99
- 1911 Nordische Ballade, voor cello en piano, op. 105
- 1911 Drie elegische stukken, voor viool en piano, op. 106
- 1913 Drie preludes, voor viool en piano, op. 112
- 1913 Drie capriccio, voor viool en piano, op. 114
- Vier stukken, voor viool en piano, op. 61
- Vier stukken, voor viool en piano, op. 81

### Werken voor orgel
- Hymnus, op. 124

### Werken voor piano
- Suite, op. 3
- Etude, op. 7
- Schetsen, op. 20
- Marche grotesque, op. 32 nr. 1
- Melodie, op. 32 nr. 2
- Frühlingsrauschen (1896), op. 32 nr. 3
- Serenade, op. 33 nr. 4
- Charakterstücke, op. 34
- Melodies Mignonnes, op. 52
- Quatre Morceaux Caractéristiques, op. 53
- 4 Morceaux de Salon, op. 54
- Raritäten, voor piano (vierhandig), op. 59
- 4 Intermezzi, op. 65
- Acht stukken, voor piano (vierhandig), op. 71
- 10 Studien und Skizzen, op. 82
- Vier stukken, op. 84
- Sonate in b-mineur, op. 91
- Vijf stukken, op. 97
- 10 Jugendbilder, op. 110
- Am Spinett, op. 122
- 5 stukken, op. 128a

## Prijzen en onderscheidingen
- 1905 Lid van het Zweedse "Kungliga Musikaliska Akademien"
- 1905 Commandeur van de Orde van Vasa
- 1909 erelid van de Koninklijke Academie van de Kunsten in Berlijn
- 1910 Studiebeurs van de Noorse staat
- 1916 Commandeur van de Orde van Sint-Olaf
- 1938 Grootkruis van de Orde van Sint-Olaf